# Ver-lès-Chartres
Ver-lès-Chartres är en kommun i departementet Eure-et-Loir i regionen Centre-Val de Loire strax norr om centrala Frankrike. Kommunen ligger i kantonen Chartres-Sud-Ouest som tillhör arrondissementet Chartres. År 2022 hade Ver-lès-Chartres 776 invånare.

## Befolkningsutveckling
Antalet invånare i kommunen Ver-lès-Chartres
Referens:INSEE